# Coronopapilla
Coronopapilla är ett släkte av svampar. Coronopapilla ingår i familjen Zopfiaceae, ordningen Pleosporales, klassen Dothideomycetes, divisionen sporsäcksvampar och riket svampar.
|               | Zopfia                                                                             |
|               |                                                                                    |
|               | Caryospora                                                                         |
|               |                                                                                    |
|               | Rechingeriella                                                                     |
|               |                                                                                    |
|               | Richonia                                                                           |
|               |                                                                                    |
| Coronopapilla | \| \| Coronopapilla mangrovei \| \| \| \| \| \| Coronopapilla avellina \| \| \| \| |
|               | \| \| Coronopapilla mangrovei \| \| \| \| \| \| Coronopapilla avellina \| \| \| \| |
|               | Celtidia                                                                           |
|               |                                                                                    |
|               | Zopfiofoveola                                                                      |
|               |                                                                                    |
|               | Halotthia                                                                          |
|               |                                                                                    |
|               | Coronopapilla mangrovei                                                            |
|               |                                                                                    |
|               | Coronopapilla avellina                                                             |
|               |                                                                                    |

|  | Coronopapilla mangrovei |
|  |                         |
|  | Coronopapilla avellina  |
|  |                         |